# Joyeux Noel -聖なる夜の贈りもの-
「Joyeux Noёl〜聖なる夜の贈りもの〜」（ジョワイユ ノエル -せいなるよるのおくりもの- ）は、野川さくらの6thシングルである。

## 収録曲
1. Joyeux Noёl〜聖なる夜の贈りもの〜
  - 作詞：尾崎雪絵、作曲：影山ヒロノブ、編曲：須藤賢一
  - 3rdアルバム『PoTeChi』にも、収録されている
2. にゃっほ〜♪New Year〜Everybody,Let's Count Down!!〜
  - 作詞：尾崎雪絵、作曲：影山ヒロノブ、編曲：須藤賢一
3. Joyeux Noёl〜聖なる夜の贈りもの〜（off vocal）
4. にゃっほ〜♪New Year〜Everybody,Let's Count Down!!〜（off vocal）
5. 新春 書き初めの儀（2005）（ボーナス・トラック）
  - 作詞：さくら組、作曲：影山ヒロノブ、編曲：影山ヒロノブ・さくら組